# Личинка

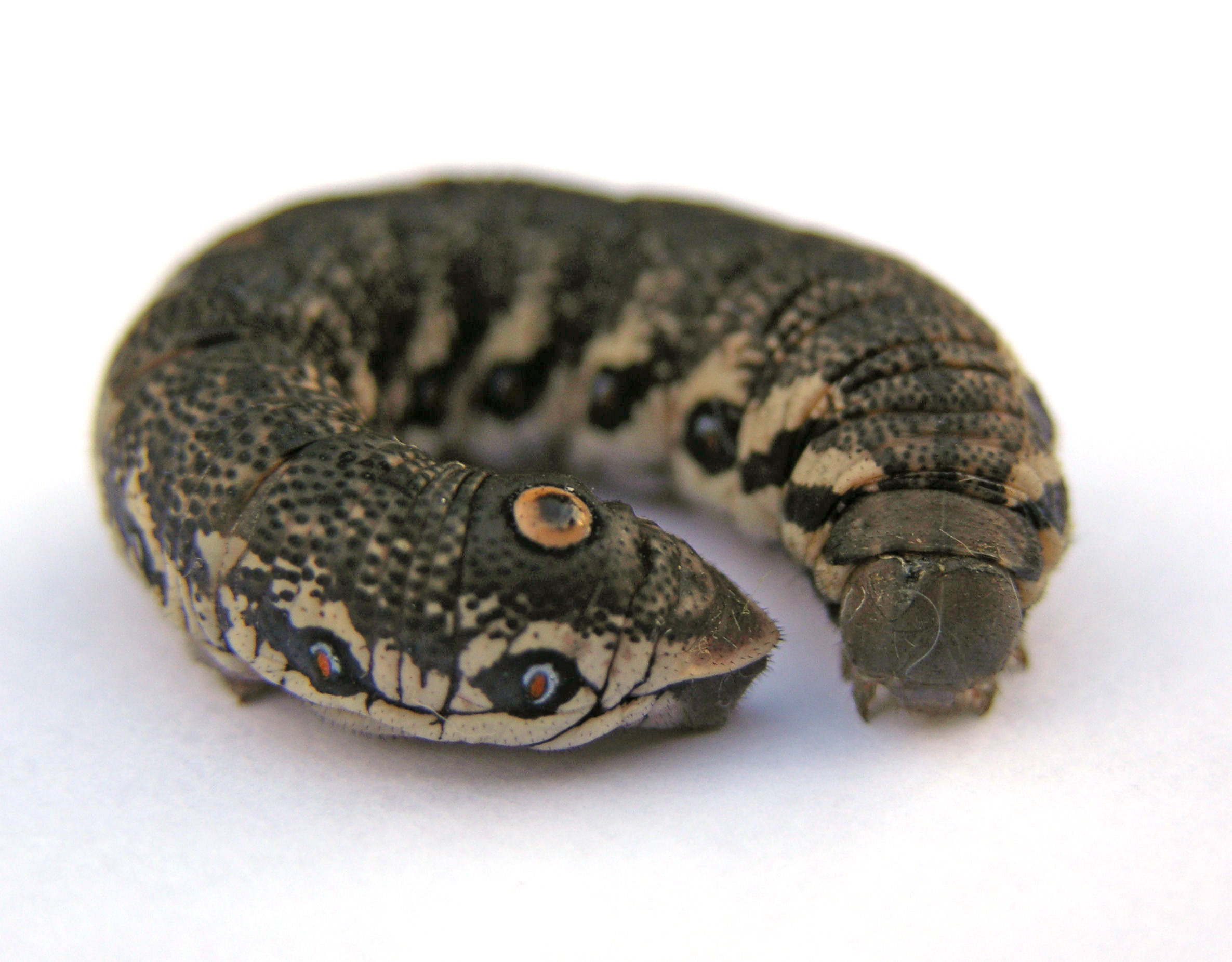
Личинка Proserpinus proserpina

Личинка, також гробачо́к, хробак (лат. larva) — постембріональна стадія індивідуального розвитку багатьох безхребетних і деяких хребетних (риб та земноводних), у яких запаси поживних речовин в яйці недостатні для завершення морфогенезу. Личинка веде самостійний спосіб життя, активно живиться, росте та розвивається. Періодично личинка линяє (у членистоногих та деяких інших), тобто змінює затверділу кутикулу, яка заважає росту. Личинка часто має провізорні органи, невластиві дорослій стадії, і не має багатьох органів, характерних для статевозрілої форми.
У багатьох тварин наявність личинки обумовлена різним способом життя на різних стадіях розвитку. Часто наявність личинки пов'язана зі зміною середовища на різних стадіях.
Перетворення личинки на дорослу особину (метаморфоз) полягає в перебудові організму, притому перебудова тим глибша, чим більше личинка відрізняється від дорослої особини. Наприклад у вищих комах під час стадії лялечки, яка є проміжною між личинкою та дорослою формою, руйнуються майже всі личинкові органи, і замість них утворюються імагінальні зі спеціальних утворень імагінальних дисків. У комах, що не мають цієї стадії, личинка називається німфою. Личинка безхвостих земноводних називається пуголовок.
Тривалість личинкової стадії дуже різниться у різних тварин. У двокрилих та лускокрилих зазвичай до одного місяця, в хруща травневого — 3-4 роки, а личинка амбістоми (аксолотль) за нормальних умов взагалі не перетворюється на дорослу форму, і здатна розмножуватися на личинковій стадії (неотенія).
Личинки деяких груп сучасних тварин зберігають риси предкових форм.